# Planaeschna cucphuongensis
Planaeschna cucphuongensis är en trollsländeart som beskrevs av Karube 1999. Planaeschna cucphuongensis ingår i släktet Planaeschna och familjen mosaiktrollsländor. IUCN kategoriserar arten globalt som otillräckligt studerad. Inga underarter finns listade i Catalogue of Life.